# Аглонский край
А́глонский край (латыш. Aglonas novads, латг. Aglyunys nūvods) — бывшая административно-территориальная единица на юго-востоке Латвии в регионе Латгалия. Административным центром края являлось село Аглона.
Край был образован 1 июля 2009 года по окончании латвийской административно-территориальной реформы и включил в себя Аглонскую волость Прейльского района и Граверскую, Кастулинскую и Шкелтовскую волости Краславского района.

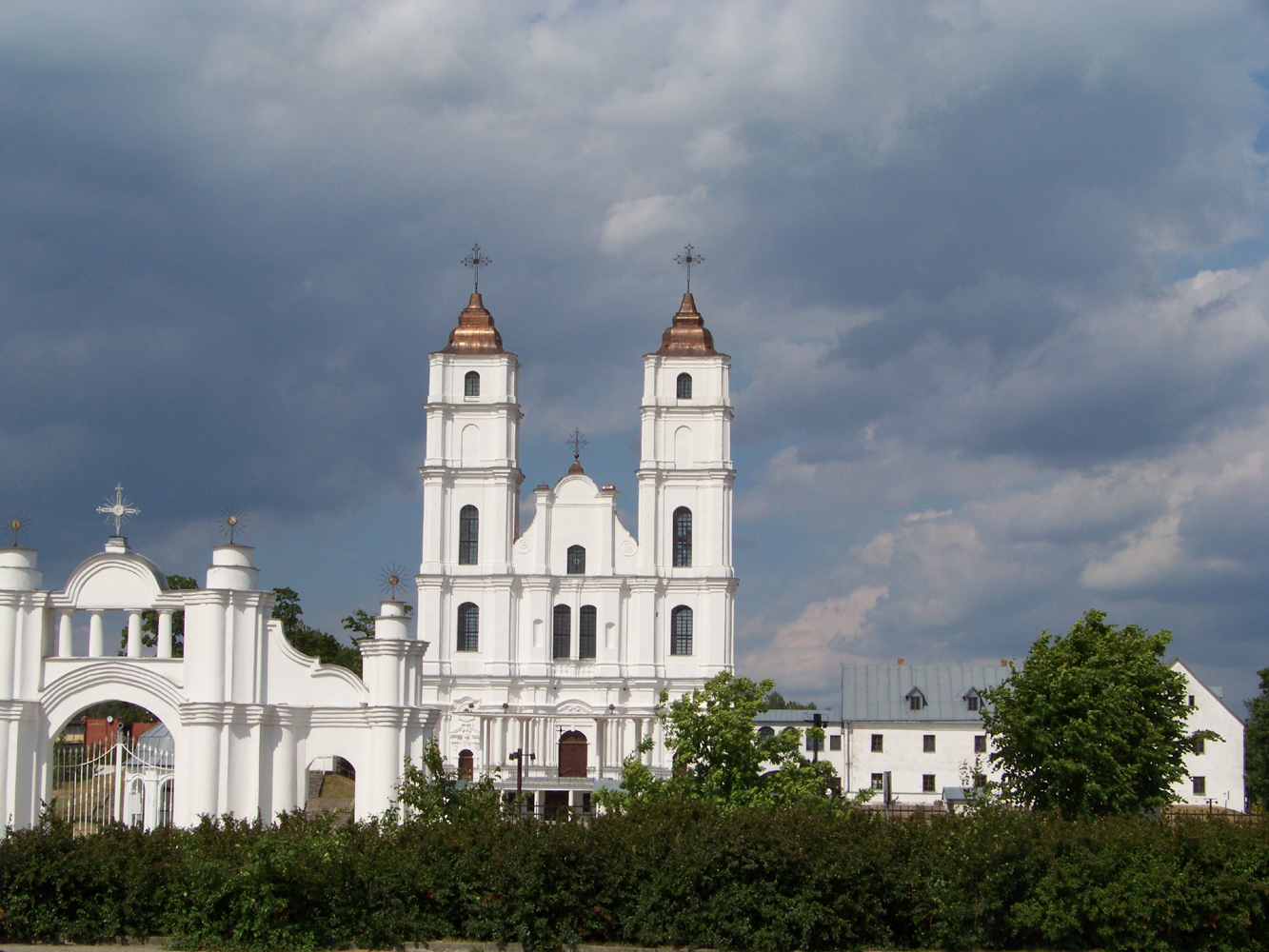
Аглонская базилика

В ходе административно-территориальной реформы Латвии 2021 года Аглонский край был упразднён, Аглонская волость вошла в состав укрупнённого Прейльского края, а 3 остальных волости в состав укрупнённого Краславского края.

## Население
По оценке на 1 января 2015 года население края составляло 3669 постоянных жителей

### Национальный состав
Национальный состав населения края по итогам переписи населения Латвии 2011 года был распределён таким образом:
| Национальность        | Численность, чел. (2011) | %        |
| --------------------- | ------------------------ | -------- |
| Латыши                | 2398                     | 61,02 %  |
| в том числе латгальцы | 2165                     | 55,09 %  |
| Русские               | 1166                     | 29,67 %  |
| Белорусы              | 182                      | 4,63 %   |
| Поляки                | 88                       | 2,24 %   |
| Украинцы              | 29                       | 0,74 %   |
| Литовцы               | 13                       | 0,33 %   |
| Другие                | 54                       | 1,37 %   |
| всего                 | 3930                     | 100,00 % |

## Территориальное деление
- Аглонская волость (латыш. Aglonas pagasts)
- Граверская волость (латыш. Grāveru pagasts)
- Кастулинская волость (латыш. Kastuļinas pagasts)
- Шкелтовская волость (латыш. Šķeltovas pagasts)